# Tony Robert-Fleury
Tony Robert-Fleury (n. 1 septembrie 1837, Paris, Île-de-France, Franța – d. 8 decembrie 1911, Paris, Île-de-France, Franța) a fost un pictor francez, cunoscut în primul rând pentru scene istorice. A fost, de asemenea, un profesor de artă proeminent, având printre elevii săi mulți artiști celebri.

## Biografie
S-a născut în apropierea Parisului și a studiat cu tatăl său Joseph-Nicolas Robert-Fleury⁠(d), precum și cu Paul Delaroche și Léon Cogniet la École des Beaux-Arts (Școala de Arte Frumoase) din Paris.
Primul său tablou la Salonul de la Paris⁠(d), în 1866, a fost o pânză istorică de mari dimensiuni, intitulată Varsovie, Scène de l'Insurrection Polonaise, amintind de evenimentele din 8 aprilie 1861 la Varșovia, când trupele rusești au înăbușit revoltele prin forța. În anul următor, „Bătrânele din Place Navone, Roma” a fost achiziționată de Musée du Luxembourg.

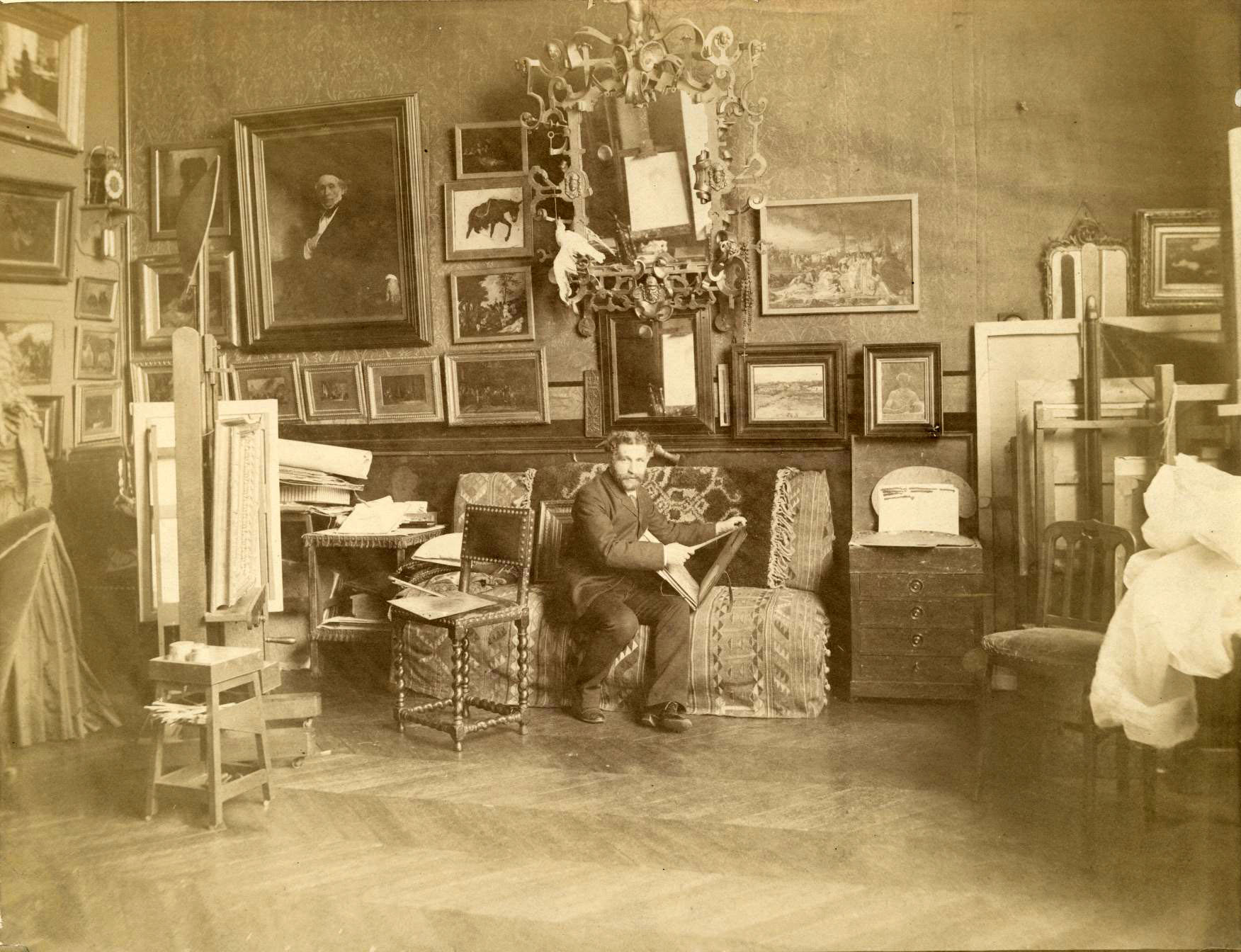
Robert-Fleury în studioul său,
din Colecția Frick

În 1870, a pictat o pânză intitulată Le Dernier Jour de Corinthe (Ultima zi din Corint), care înfățișa ultima zi înainte ca legiunile romane să jefuiască și să incendieze orașul antic grec, potrivit lui Titus Livius. Acest tablou a fost achiziționat și de Musée du Luxembourg și este acum expus la Musée d'Orsay. În 1880, a pictat un tavan pentru Palatul Luxemburg din Paris, reprezentând „Glorificarea sculpturii franceze”.
Robert-Fleury a pictat Pinel a la Salpêtrière (1876), care îl înfățișează pe faimosul părinte al psihiatriei moderne printre deținuții azilului. Philippe Pinel fusese numit medic șef la azil în 1795 și instituise tratamente mai caritabile și raționale.
În 1875, Robert-Fleury a pictat-o pe Charlotte Corday la Caen, care o înfățișează pe femeie ajungând la concluzia că Marat trebuie ucis. În 1882 a pictat Vauban donnant le plan des fortifications de Belfort, unde celebrul inginer este reprezentat în costum Ludovic al XIV-lea, revizuind hărți și desene, în timp ce în fundal muncitorii lucrează.
Robert-Fleury a predat ca profesor mulți ani la Académie Julian din Paris.
Robert-Fleury a devenit președinte al Société des artistes français, succedându-i lui Bouguereau. A fost distins cu titlul de Comandor al Legiunii de Onoare în 1907. În 1908 a fost ales președinte al Fundației Taylor⁠(d), funcție pe care a deținut-o până la sfârșitul vieții sale. A dobândit o mare reputație și este renumit pentru compozițiile sale istorice, portretele și scenele de gen; la atelierul său a predat mai multor pictori cunoscuți de la sfârșitul secolului al XIX-lea și începutul secolului al XX-lea din diverse țări, printre care Lovis Corinth, Édouard Vuillard, Louise-Cécile Descamps-Sabouret⁠(d) și Sir George Clausen⁠(d).

## Galerie

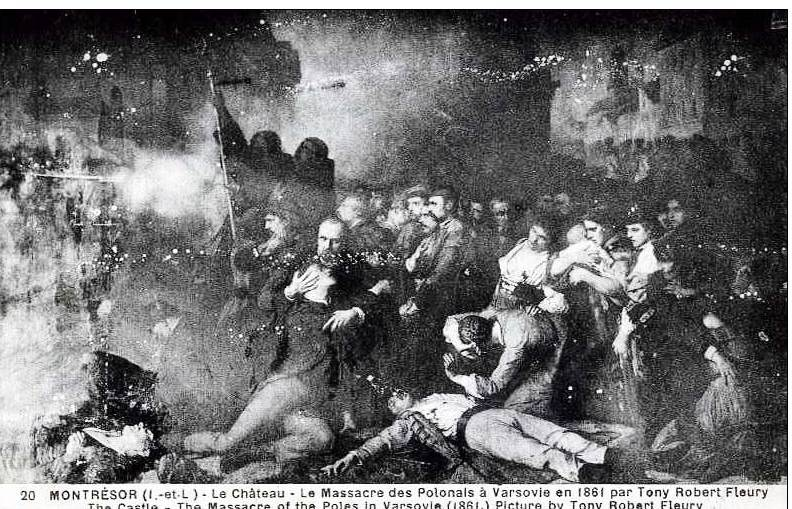
Varsovie, Scene de l'Insurrection polonaise
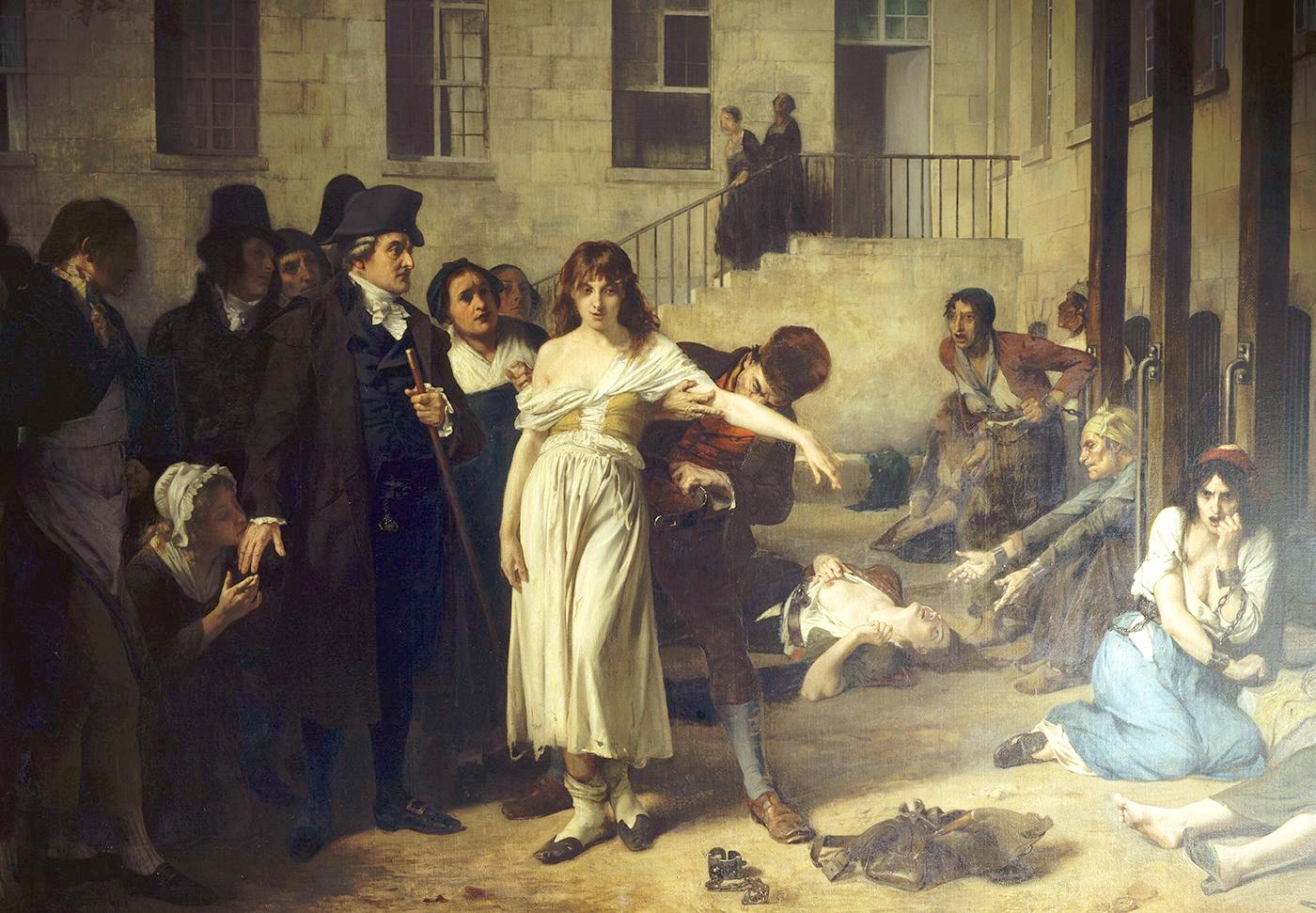
Pinel⁠(d) la Salpêtrière . Pinel ordonă îndepărtarea lanțurilor de la pacienții de la Azilul Paris pentru femeile nebune.
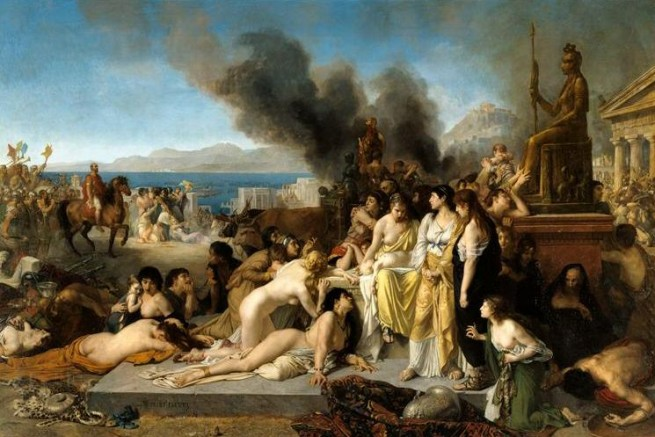
Le Dernier Jour de Corinthe, 1870

## Elevi
Unii dintre cei mai proeminenți elevi ai lui Robert-Fleury au fost:
- Louis Abel-Truchet
- Jules Adler
- Cuno Amiet
- Amélie Beaury-Saurel
- Emmanuel Michel Benner
- Marie Bashkirtseff⁠(d)
- Anna Bilińska-Bohdanowicz⁠(d)
- Corrie Boellaard⁠(d)
- Franklin Brownell⁠(d)
- Blanche-Augustine Camus
- Jules-Cyrille Cavé⁠(d)
- Maurice Chabas⁠(d)
- George Clausen⁠(d)
- Lovis Corinth
- Jean Crotti⁠(d)
- Louis-Marie Désiré-Lucas⁠(d)
- Emil Dill⁠(d)
- Nasreddine Dinet
- Édouard Doigneau
- Jean-Gabriel Domergue⁠(d)
- Carl Dørnberger⁠(d)
- Alex Federley⁠(d)
- André des Gachons⁠(d)
- Orazio Gaigher⁠(d)
- Karl Gampenrieder
- Maria Gażycz⁠(d)
- Maximilienne Guyon⁠(d)
- Otto Hamel
- Édouard Henry-Baudot
- René Charles Edmond His⁠(d)
- Phoebe Davis Natt⁠(d)
- Otis Oldfield⁠(d)
- Ker Xavier Roussel⁠(d)
- Guillaume Seignac⁠(d)
- André Suréda⁠(d)
- Henry Valensi
- Édouard Vuillard
- Herbert Ward⁠(d)
- Wilbur Winfield Woodward⁠(d)
- Viktor Zarubin⁠(d)